# Ecnomus bredoi
Ecnomus bredoi är en nattsländeart som beskrevs av Jacquemart 1969. Ecnomus bredoi ingår i släktet Ecnomus och familjen trattnattsländor. Inga underarter finns listade i Catalogue of Life.